# Acueducto de Pinula
El Acueducto de Pinula (conocido también como Los Arcos) fue construido durante el siglo xviii; el constructor fue el arquitecto mayor José Bernardo Ramírez y la estructura suministró agua a la Ciudad de Guatemala desde 1776 hasta 1938.

## Reseña histórica
| Acerca del Montículo de «la Culebra», se escribió lo siguiente en 1690: «Adquirió y conserva esta llanura el pronombre de la Culebra por razón de que, extendiéndose en la longitud de la lisa y despejada tabla de su llanura por más de dos leguas de tierra muy igual y llana, por medio de ella corre y se dilata desde el principio a el fin una lomilla de poco más de dos estados de alto, cuya figura es tortuosa a la manera de una culebra que camina y dicen es obra de mano de los indios antiguos. Y tiene mucha apariencia de verdad esta tradición, porque se ve estar compuesta y fabricada a la manera de los antiguos cues, de los materiales de piedra y barro; siendo esta obra claro y manifiesto testimonio que afirma y prueba, que en aquel dilatado y maravilloso contorno hubo pueblos de numeroso y acreditado gentío, porque sin mucho número de gastadores obra tan dilatada y prolija no pudiera intentarse, ni menos conseguirse.» —Recordación Florida Antonio de Fuentes y Guzmán |

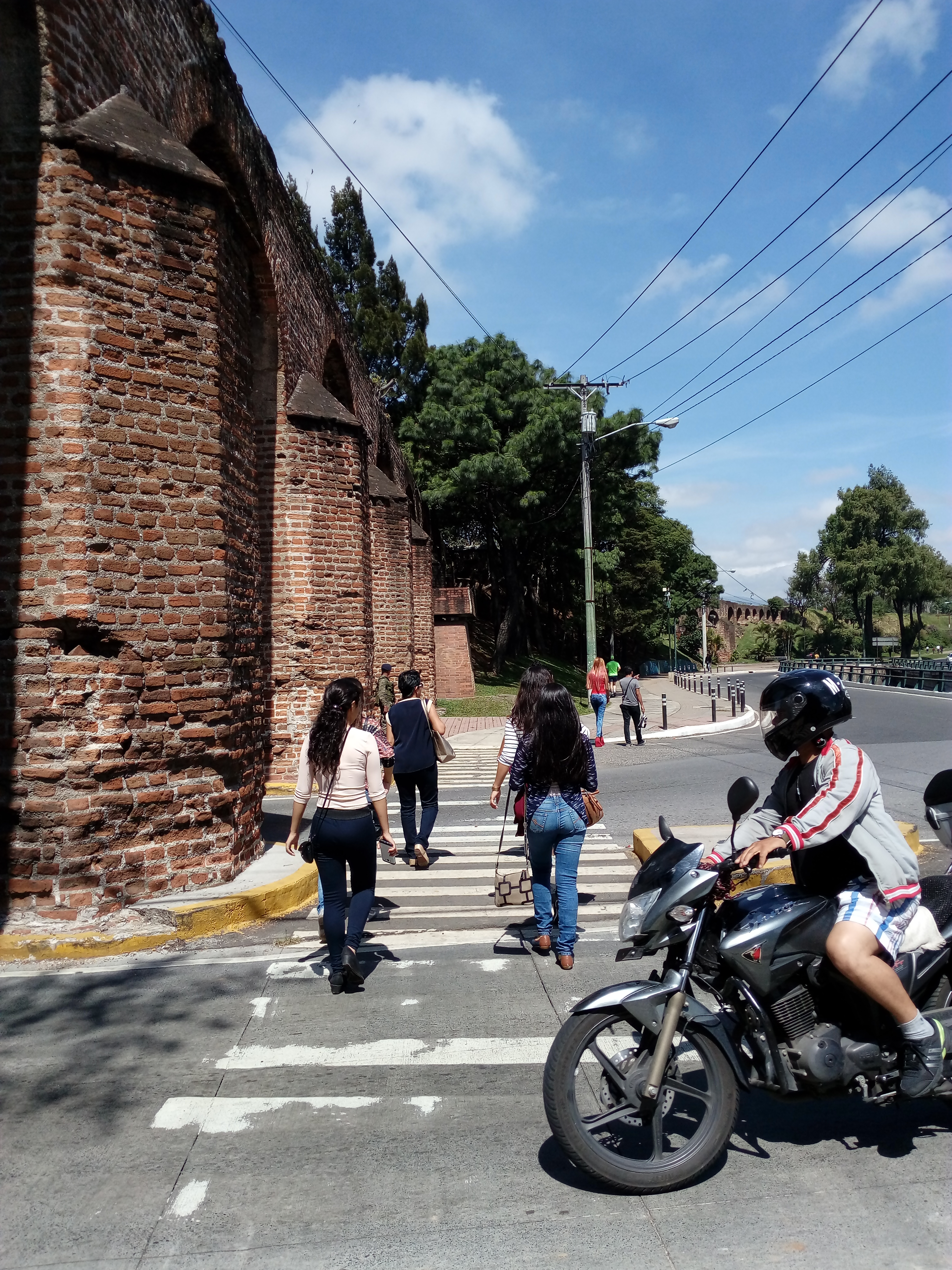
Acueducto de Pinula de costado en 2017.

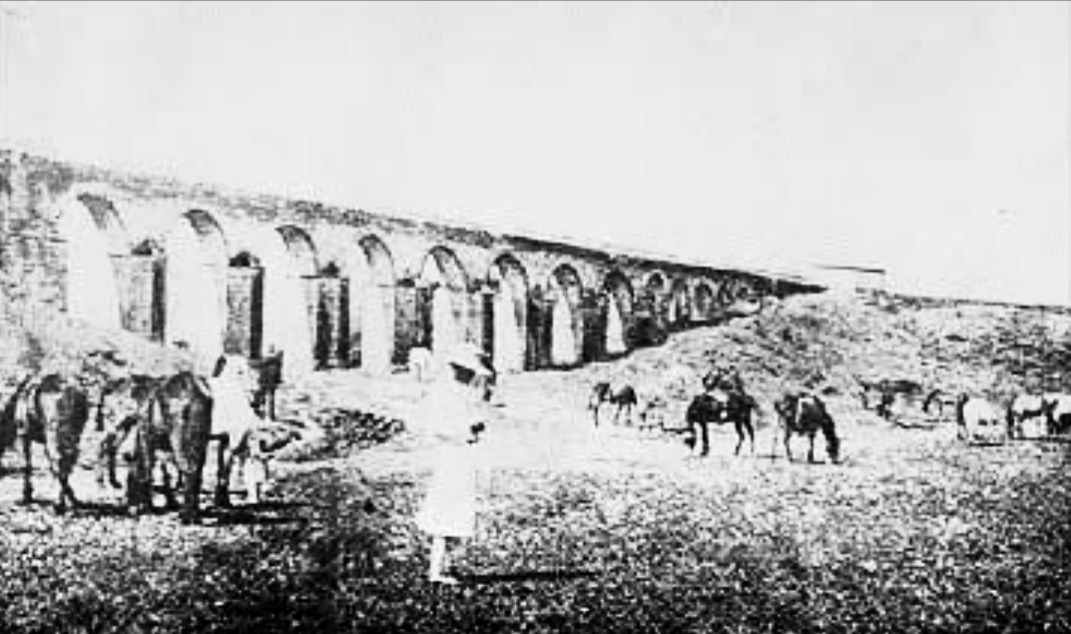
Acueducto de Pinula a finales del siglo xix.

El proyecto del acueducto en la Nueva Guatemala de la Asunción empezó con la propuesta al analizar el traslado de la capital luego del terremoto de 1773. Habiendo hecho estudios sobre los lugares más apropiados para asentar la nueva ciudad se aludía necesariamente a las facilidades para proveer de agua a la nueva capital, mencionándose que en el río de Pinula, en el llano de «la Culebra», había ya una toma que facilitaba el agua a los pocos vecinos del valle y se acompañaba un plano hecho por el arquitecto mayor Bernardo Ramírez, maestro mayor de obras y fontanero de la Ciudad de Guatemala.
El 19 de febrero de 1774, cuando el arquitecto mayor firma otro informe sobre el traslado de la ciudad, ya se hace mención de los trabajos sobre el montículo de «la Culebra» para hacer el acueducto. El montículo también es llamado «Loma de Talpetate» y dividía el llano de «la Culebra» con el de «la Ermita». Había un inconveniente: el bajío que formaba el llano de la Culebra; sin embargo, se pensó que se podría salvar por medio de arquería, pero el problema sería que el costo era considerable, y además la obra quedaría expuesta a los efectos de los terremotos.
El acueducto de Pinula comenzaba en «El Cambray» -lugar en donde en 1994 se construyó el centro comercial «Galerías La Pradera»- y llegaba hasta el final de la calle real de Pamplona. Un bien estudiado sistema de desniveles en el acueducto hacía que el agua fuera aumentando velocidad y, con ello, presión para alcanzar su destino final. Junto con el acueducto de Mixco, formaba un sistema que estuvo en servicio desde 1786, hasta 1938, en que el gobierno del general Jorge Ubico Castañeda construyó la planta y pozo de Santa Luisa que comenzó a surtir a la ciudad; por esa época también surgieron empresas privadas de abastecimiento de agua, como la de «Teocinte». 
La guía Appleton para México y Guatemala proporciona la siguiente descripción de cómo se encontraba el servicio de agua de la ciudad de Guatemala en 1884, basada en información que les fuera proporcionada por el entonces embajador de Guatemala en los Estados Unidos, el licenciado Antonio Batres Jáuregui: «Ciudad de Guatemala: Hay veinticinco tanques públicos y muchas fuentes.  El agua es traída a la ciudad por medio de dos acueductos que costaron dos millones de pesos.»
El acueducto era el lugar predilecto para los duelos que periódicamente ocurrían en la Ciudad de Guatemala.  Uno de ellos, quizá de los de mayor impacto en la historia de la ciudad, fue el que ocurrió entre el entonces presidente de Guatemala, general Rafael Carrera y el mariscal Serapio Cruz:  Carrera se encontraba en El Salvador en guerra contra el gobierno liberal de Gerardo Barrios cuando le llegaron noticias de que Serapio Cruz pretendía dar un golpe de Estado en Guatemala; Carrera regresó inmediatamente a Guatemala y retó a Cruz a duelo bajo los Arcos.  Llegado el día y ya estando todo listo para batirse, Cruz le juró que no estaba intentando nada, y que le creyera porque eran compadres; a fin de sellar la paz, Cruz ofreció irse con Carrera de regreso a El Salvador a combatir a los liberales.
Debido al crecimiento urbano de la ciudad hacia el sur, el acueducto fue progresivamente desmantelado, hasta que se perdió mucho él, excepto lo que se aferra al montículo de «La Culebra». Finalmente, en 1986 los restos del montículo prehispánico y del acueducto colonial son protegidos legalmente por el Estado.

### Terremotos de 1917-18

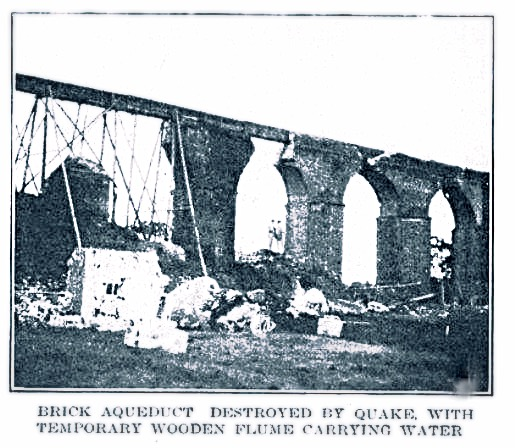
Destrozos en el acueducto provocados por los terremotos de 1917 y 1918. Fotografía de Edward Stuart

Los terremotos que se iniciaron el 17 de noviembre de 1917 y arruinaron algunas poblaciones alrededor de Amatitlán. El 25 y el 29 de diciembre de ese mismo año, y el 3 y el 24 del siguiente, se repitieron los temblores en la república, pero con mucha mayor fuerza, de modo que destruyeron numerosos edificios públicos y religiosos, así como casas particulares en la ciudad de Guatemala y en la Antigua Guatemala. Entre los edificios destruidos destacaban numerosas estructuras entre las que se encontraba el acueducto, el cual fue acondicionado parcialmente con refuerzos de madera.
En el Diario de Centro América, después de publicar dos ediciones diarias reportando los desastres, se pasó a hacer crítica al Gobierno por la lenta e ineficiente respuesta al desastre. En uno de los artículos de opinión de este periódico oficial se llegó a decir que las imágenes religiosas de algunos templos católicos de la ciudad se habían salvado porque, al momento del primer terremoto, «ya no quisieron seguir en una ciudad en donde imperaba el lujo excesivo, la impunidad y el terror». Por otra parte, se dijo que existían leyes «excelentes» para la reconstrucción, las cuales, sin embargo, «no se cumplen». También se dijo que estaba ocurriendo un fenómeno que se daba siempre en casos de cataclismos como estos: «se emiten leyes y reglamentos a diario, pero lo que se necesita es de su correcta ejecución diaria, y no de tantos reglamentos». Además, se publicó en primera plana, tres meses después de los terremotos, que «todavía hay escombros por toda la ciudad». El propio Diario de Centro América era editado entre escombros, pese a lo cual logró tirajes de ejemplares de media hoja, a veces hasta dos al día, durante la crisis.

## En la literatura

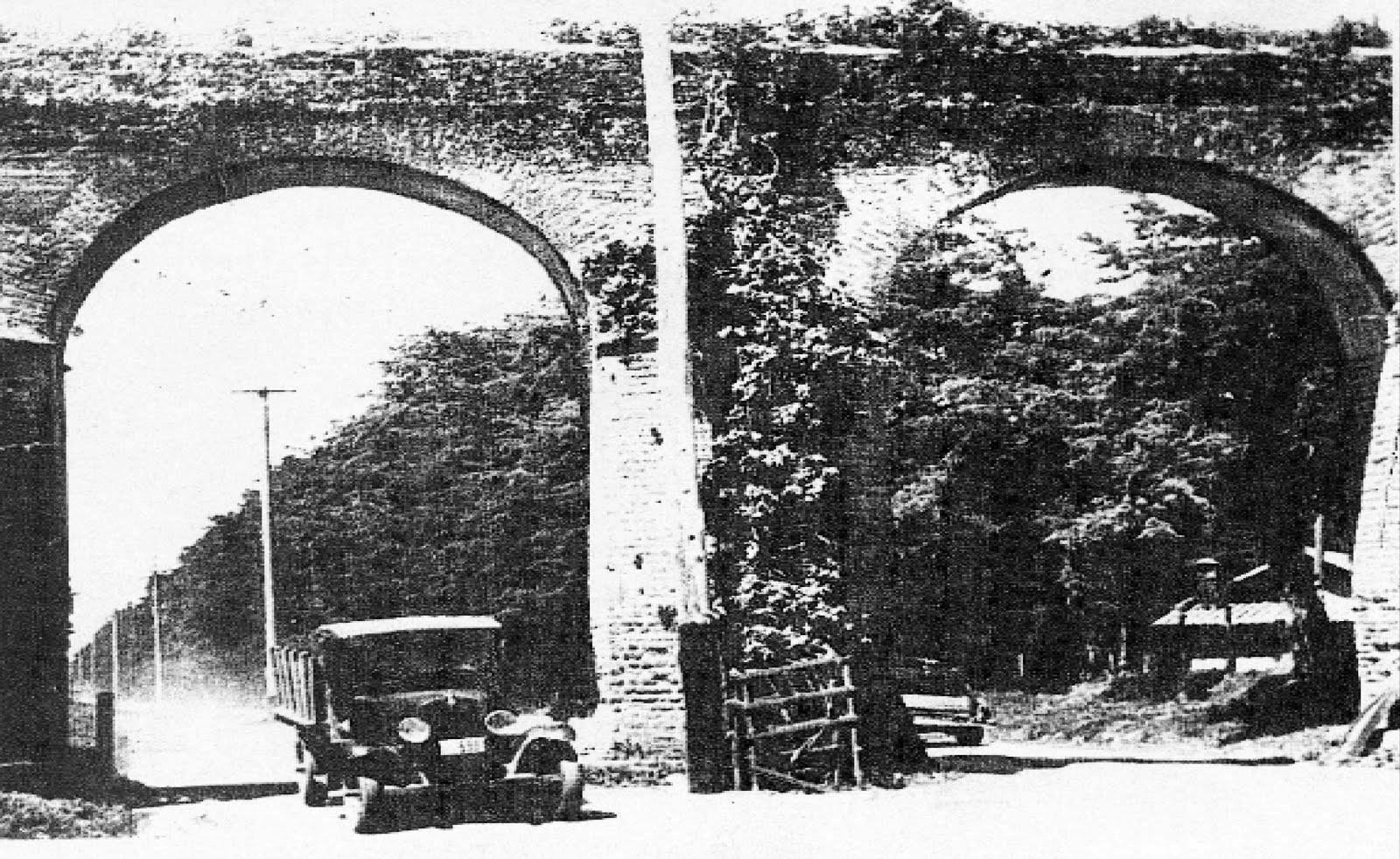
Acueducto de Pinula en la década de 1920.

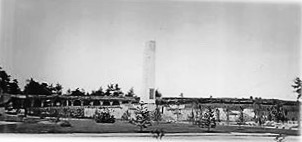
Obelisco al final de la Avenida Reforma en 1935. Al fondo el acueducto de Pinula.

El historiador y novelista guatemalteco José Milla y Vidaurre en su obra «Memorias de un abogado» relata una aventura que tiene lugar en el acueducto y en donde se puede apreciar lo lejano que se encontraba para los habitantes de la Nueva Guatemala de la Asunción de finales del siglo xviii.
| -«Pues la fiesta será buena, dije yo; ... ¡ah! ¿y cómo iremos? porque de aquí a los Arcos hay alguna distancia». - «Cada cual como pueda; yo alquilé un caballo, que me cuesta doce reales por todo el día y está aquí en el patio. Si quieres, podremos tomar otro para ti. Doña Lupercia y su familia van en coche alquilado a razón de seis reales la hora, que coestean el capitán y los compañeros de fresillo de la señora». [...] No lejos de mi casa vivía el alquilador de caballos, sujeto muy conocido de colegiales y estudiantes, obligados a recurrir al establecimiento en cada huelga de las tres o cuatro que había en el curso del año. [...] Montamos y tomamos alegremente el camino de los Arcos. [...] Habíamos andado unas dos o trescientas varas más allá del Guarda, y alcanzamos el coche de alquiler que conducía a las damas. Era una enorme máquina, que consistía en una gran caja forrada de cuero no muy fino, pintado de colores vivos, adornado en la parte de atrás con unas figuras de niños que se divertían en coger mariposas con los sombreros. Esa caja, hecha para contener cuatro o cinco personas a lo más, iba ocupada con la Sra. Costales, la tía Modesta y las cinco señoritas, que se acomodaron como fue posible. [...] Detrás de la caja había una tabla cubierta de clavos aguzados, para evitar que los aficionados a disfrutar gratis de la vida arrastrada, pudieran satisfacer su propensión. Pero como era preciso llevar de alguna manera al violinista, al flautista y a los tiples, y hubiera sido costoso el proporcionarles caballos, discurrió doña Lupercia que los dos maestros se colocaran en la parte de atrás, poniendo una tabla sobre los clavos, y que los tiples fueron en los estribos del coche. Llegamos al fin [...]. Había llegado ya la mayor parte de los concurrentes al día de campo, y andaban atareadísimos buscando algún sitio a propósito para poner los caballos. La empresa era ardua, pues en la extensa llanura donde se eleva majestuoso el acueducto, no se divisaba en aquella época un solo árbol, ni había en aquellos contornos potrero ni labor alguna donde hubieran podido acomodarse las cabalgaduras. Fue necesario resolverse a [... dejarlas] en libertad de pacer la hierba, no muy abundante, de la poco fértil llanura. Resuelto el problema respecto a los cuadrúpedos, quedaba la dificultad de encontrar un punto a propósito para que los bípedos pasáramos el día al abrigo de loa rayos del sol. [...] Comenzaban las murmuraciones a media voz contra la idea de tal día de campo, cuando, ¿quién lo creyera? el más zafio, el más ignorante de todos los presentes encontró la solución de la dificultad. Mientras la comisión [de intelectuales] exploraba [...], el cochero había desenganchado sus mulas, y sin decir palabra, atravesó los arcos y fue a colocarlas del otro lado, bajo la sombra que proyectaba la elevada construcción. Uno de tantos observó casualmente el hecho y corrió a dar aviso, gritanto ¡sombra!¡sombra! con más alegría que la que supongo yo experimentaría el primero que gritó ¡tierra! al divisar las islas del Nuevo Mundo. Acudimos todos, y viendo aquella extensión de ocho a diez varas a cubierto de los rayos del sol, nos preguntábamos unos a otros como no nos había ocurrido una cosa tan sencilla. Así sucede después de los grandes descubrimientos. [... se propuso] para lugar de reunión la parte del campo que quedaba a aquella hora al abrigo del sol, agregando que cuando el astro lanzara sus rayos perpendiculamente [...] la concuerrencia se colocaría bajos los arcos mismos, y después, al declinar el sol hacia occidente, se buscaría la sombra por la parte opuesta; y concluyó con una disertación muy erudita sobre los acueductos, extendiéndose particularmente acerca de los que construyeron los antiguos romanos. Se extendieron en el suelos unos petates que se habían llevado con aquel objeto y tendidos todos sobre aquella rústica alfombra, comenzamos a disfrutar de las delicidas del día de campo. —José Milla y Vidaurre Memorias de un abogado |